# 36° Battaglione di Polizia Estone
Il 36º battaglione di polizia estone (in tedesco, Schutzmannschaft Front Bataillon 36 Arensburg; in estone, 36. Kaitse Rindepataljon) fu un'unità di sicurezza estone attiva nelle retrovie del fronte orientale durante la seconda guerra mondiale che operò sotto il comando delle SS tedesche.

## Storia operativa
Il 36º battaglione fu istituito il 23 novembre 1941. Tra maggio e agosto 1942, il battaglione in addestramento ricevette dei rinforzi da altre unità, portando la sua forza totale a 23 ufficiali, 161 sottufficiali e 254 soldati. Partecipò alle operazioni antipartigiane in Bielorussia e fu impiegata anche nella sorveglianza dei campi di prigionia nelle miniere di carbone di Stalino e Makeyevka. Dal 22 novembre al 31 dicembre 1942 il battaglione prese parte alla battaglia di Stalingrado: dopo aver subito 39 vittime, 97 feriti e 11 dispersi, il battaglione rientrò in Estonia nel gennaio 1943 e fu sciolto, cosa che portò molti uomini ad unirsi alla Legione estone.
Il 36º battaglione fu riformato nel maggio 1943 e in autunno fu inviato al fronte a Nevel' dove confluì nel 288º battaglione.

## Massacro di Novogrudok
Il 6 e 7 agosto, un numero tra 3000 e 5000 ebrei furono uccisi nell'area di Novogrudok, in Bielorussia. Il 36º battaglione era stanziato in quell'area proprio nel periodo dal 4 agosto al 25 agosto 1942. Il rapporto del 16 agosto affermò che il battaglione era impegnato nella "lotta contro i partigiani": secondo la Commissione internazionale estone per i crimini contro l'umanità, "il 36º battaglione di polizia ha partecipato il 7 agosto 1942 al rastrellamento e all'uccisione di quasi tutti gli ebrei ancora sopravvissuti nella città di Novogrudok".
La relazione della Commissione osservò:
L'indagine del servizio di sicurezza interna estone (la cosiddetta KaPo) sulle attività del battaglione ha concluso che non c'erano prove sulla partecipazione nei crimini di guerra o nei crimini contro l'umanità.